# Dichaetomyia indica
Dichaetomyia indica este o specie de muște din genul Dichaetomyia, familia Muscidae. A fost descrisă pentru prima dată de Walker în anul 1853. Conform Catalogue of Life specia Dichaetomyia indica nu are subspecii cunoscute.